# Kanton Sillon mosellan
Kanton Sillon mosellan (fr. Sillon mosellan) je francouzský kanton v departementu Moselle v regionu Grand Est. Tvoří ho 7 obcí. Zřízen byl v roce 2015.

## Obce kantonu
- Hagondange
- Hauconcourt
- Maizières-lès-Metz
- La Maxe
- Semécourt
- Talange
- Woippy